# Amphicnaeia lyctoides
Amphicnaeia lyctoides är en skalbaggsart som beskrevs av Bates 1866. Amphicnaeia lyctoides ingår i släktet Amphicnaeia och familjen långhorningar. Inga underarter finns listade i Catalogue of Life.